# Aum Šinrikjo
Aum Šinrikjo (po Hepburnu Ōmu Shinrikyō, japonsko オウム真理教), japonska verska sekta.

## Zgodovina sekte
Aum (»Vrhovna resnica«) je bila na Japonskem ustanovljena leta 1987. Njen ustanovitelj in voditelj Šoko Asahara (njegovo pravo ime je Čizuo Macumoto), je leta 1984 ustanovil kult Ōmu shinsen no Kai (ta se je tri leta pozneje preimenoval v Aum Šinrikjo – vrhovna resnica). O sebi je trdil, da je reinkarnacija Šive, hindujskega božanstva uničenja in reinkarnacije. V številnih knjigah je napovedoval prihod Armagedona iz ZDA v obliki strupenega oblaka. Ko je bila sekta leta 1989 priznana za legalno versko organizacijo, si je Asahara nadel imena »sveti papež«, »rešitelj Japonske« in »tokijski Jezus«. Občudoval je Hitlerja in Mao Zedonga, izjavljal pa je tudi, da lahko z nadnaravno močjo nadzira privržence. Do leta 1995 je na Japonskem okrog sebe zbral okrog 15.400 članov kulta, približno 20.000 vernikov pa je imel tudi v tujini, največ v Rusiji, ZDA, Nemčiji in na Šrilanki. Leta 1990 se je sekta Aum Šinrikjo poskušala prebiti tudi v japonski parlament, vendar so bili vsi kandidati na volitvah poraženi. Od tega leta dalje v knjigah kulta piše, da so vsi ljudje grešniki in da je mogoče njihove duše rešiti samo s smrtjo.
Življenjepis Šoka Asahare priča, da je bil že od malih nog nagnjen k neusmiljenju in krutosti. Bil je sin obubožanega izdelovalca slamnatih predpražnikov iz provincialnega mesta Kumimoto, rodil se je slep na eno oko. Zaradi te pomanjkljivosti je obiskoval šolo za slabovidne, kjer se je kruto izživljal nad povsem slepimi dijaki. Po končani srednji šoli je odšel študirat v Tokio in govoril o zelo visokoletečih načrtih, trdil je, da bo nekoč celo na japonskem vladnem stolu. Vendar v študiju ni bil uspešen, zato se je vrnil domov, kjer je delal v masažnem salonu. Pri 23. letih se je vrnil v Tokio, se poročil z 19-letno študentko in odprl kliniko za akupunkturo. Nedolgo zatem se je prvič znašel v nasprotju z zakonom, ker je uporabljal in prodajal lažna zdravila, kuhana iz pomarančnih olupkov. Zanje je trdil, da so tradicionalna kitajska zelišča, imenovana vsemogočna zdravila. Sekta Aum Šinrikijo je najbolj poznana po tem, da je prva teroristična skupina, ki je pri napadu uporabila orožje za množično uničevanje in sicer živčni bojni strup sarin.

## Cilji
Samooklicani guru Šoko Asahara je vodil sekto Aum Šinrikjo na nenavaden način, njihovi cilji so vsebovali filozofijo, ki je bila sestavljena iz elementov budizma, hinduizma, okultnih ved in mileniarizma. V obdobju osmih let je sekta iz majhne organizacije, ki je ponujala predavanja iz joge in meditacije prerasla v multinacionalno skupnost. V tem obdobju je njihovo premoženje naraslo na več sto milijonov dolarjev, njihov program se je preusmeril na poskuse pridobiti orožje, ki se ga po navadi najde v državnih arzenalih. Aum Šinrikjo se je preoblikovala iz verske sekte v teroristično skupino. Njeno vodstvo je želelo prevzeti nadzor ne le nad Japonsko, temveč nad vsem svetom. Čeprav je imela sedež na Japonskem, je že delovala tudi v Evropi, ZDA in ponekod v Aziji. Svoje pripadnike, je Asahara pritegnil s pridigami o nesmrtnosti kulta na sodni dan, ko bodo pomrli vsi drugi ljudje, samo oni ne. Vera, ki jo je razglašal, je bila nekakšen mešanica uveljavljenih veroizpovedi, okrepljena z elementi nadnaravnih moči. Napovedoval je jedrsko apokalipso, kult pa da bo iz nje izšel kot vrhovna sila na Japonskem in na vsem svetu. V ta namen so njegovi člani začeli razvijati razne vrste kemičnega in biološkega orožja, s katerim so med letoma 1990 in 1995 izvedli najmanj dvajset napadov, večinoma umorov ljudi, ki jih je vodstvo kulta prepoznalo za svoje sovražnike.

## Rekrutacija
Vprašanje, kako je skoraj popolnoma slepemu Asahari, ki se je pred šestdesetimi leti rodil kot Čizuo Macumoto in se dobrih trideset let pozneje razglasil za reinkarnacijo hindujskega božanstva Šive, uspelo okrog sebe zbrati toliko visoko izobraženih podanikov, ki so bili pripravljeni brez pomisleka udejanjati njegove ideje, še vedno buri duhove. Sekta je na začetku svoje člane pridobivala med mlajšo populacijo Japoncev, ki je hrepenela po osebni izpopolnitvi in s pridom izkoriščala versko tolerantnost japonske javnosti tistega časa. Njihova sekta je bila privlačna za mlade japonske privržence, ki so iskali duševno in osebno izpolnitev. V tujini je Aum nove člane pridobivala z izkoriščanjem ranljivosti post komunističnih držav (Rusija) in družbeno odprtost do drugače mislečih (ZDA, Avstralija).

## Financiranje
Zanimivo je dejstvo, da se je iz skupine petnajstih ljudi kolikor jih je na začetku leta 1984 imela Aum Šinrikijo razvila v multinacionalno gibanje, ki je leta 1990 po vsem svetu imela preko 50.000 članov in premoženje vredno več stomilijonov dolarjev. Sekta je znaten del svojega premoženja nakopičila z donacijami svojih privržencev na legalen in ilegalen način.